# 樽本庄一
樽本 庄一（たるもと しょういち、1940年（昭和15年）12月1日 - 2019年（平成31年）3月15日）は、日本の政治家。兵庫県加古川市長（3期）。位階は従五位。

## 来歴
1963年、関西大学商学部卒業後、加古川市役所に入所。総務部長、助役などを経て、2002年の加古川市長選挙に出馬し、初当選。同年7月1日に市長就任。
2006年7月、2010年6月の選挙はいずれも無投票で当選し、3選した。
2013年12月10日、翌年実施予定の市長選挙に立候補しないことを正式表明した。
2014年6月30日、加古川市長を退任。同年7月8日に退任式が行われた。
2018年4月、旭日小綬章受章。
2019年3月15日、インフルエンザ脳症のため死去。78歳没。叙従五位。